# Alonso Gudiel

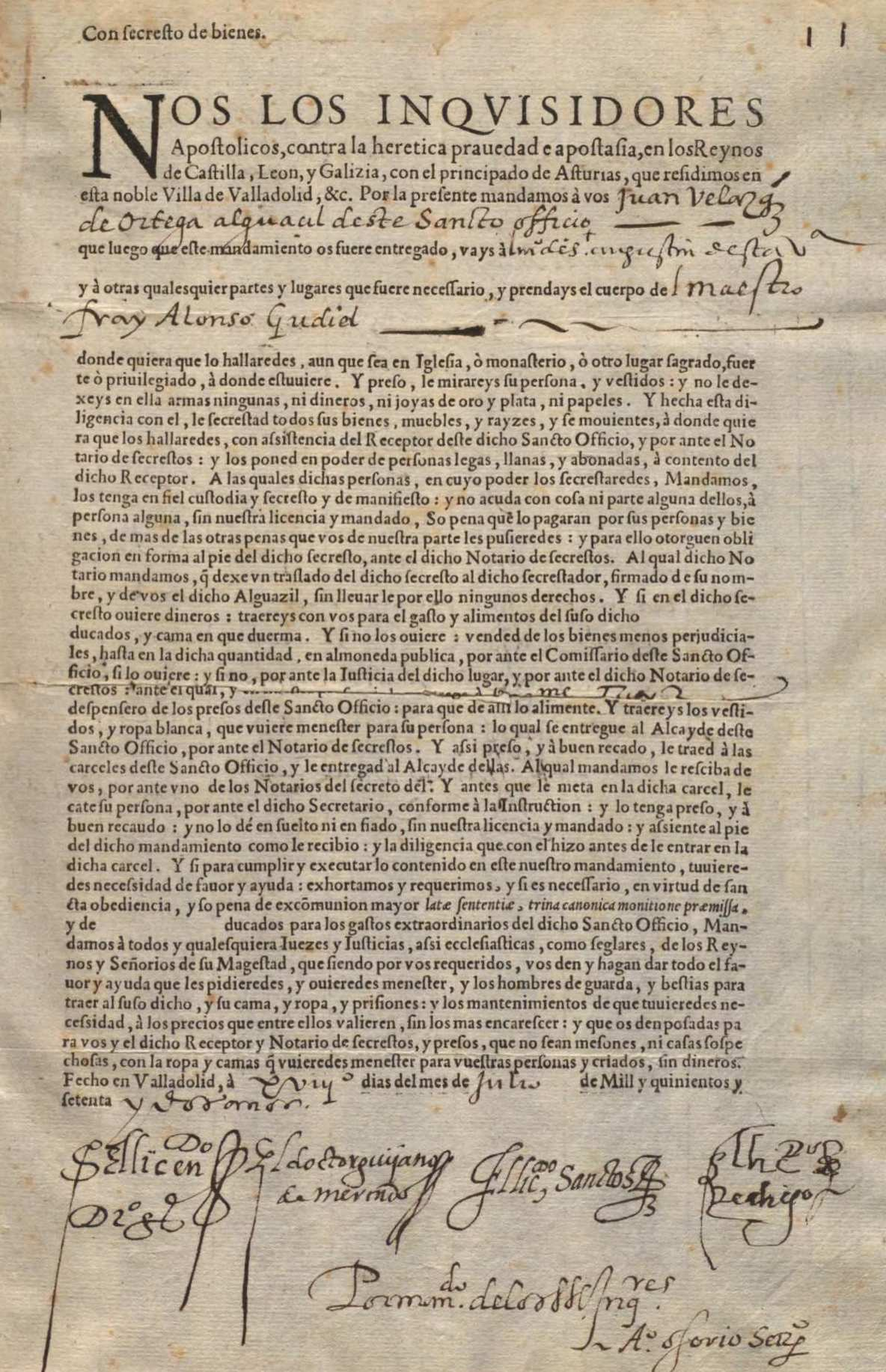
Edicto de la Inquisición contra el maestro Alonso Gudiel, 1572. Proceso seguido en la Inquisición de Valladolid contra Fr. Alonso Gudiel, de la Orden de San Agustín y Lector de Teología en la Universidad de Osuna, Biblioteca Nacional de España, signatura Mss/12751.

Alonso Gudiel (Sevilla, 1526-Valladolid, 1573) fue un fraile agustino, biblista y catedrático de la Universidad de Osuna, muerto en la cárcel de la Inquisición vallisoletana en la que se encontraba sujeto a un proceso paralelo al de los hebraístas salmantinos fray Luis de León, Gaspar de Grajal y Martín Martínez de Cantalapiedra.

## Biografía
La mayor parte de los datos relativos a su biografía se obtienen del proceso inquisitorial al que fue sometido por el tribunal de Valladolid y de las declaraciones que efectuó al ser presentado en audiencia ante el tribunal el 21 de julio de 1572. Natural de Sevilla, era hijo de un boticario llamado Diego Álvarez y de María de Salas, viuda «vieja y enferma», de cuyo sustento hacía años que se ocupaba porque «tiene gran necesidad de socorro». Pedía por ello al tribunal que si fuese posible de lo que él come se le diese la mitad a su madre, «y me estrecharé porque ella no pase tanto trabajo». De parte de sus abuelos y bisabuelos paternos, sus hermanos habían sido notados de conversos de judíos por el Santo Oficio, y de parte de su madre y abuela materna eran cristianos viejos e hijodalgos, pero añadía que de partes del padre de ella, que se llamaba fulano de la lonja, según le decía su madre, tenía origen judeoconverso. Con quince años ingresó en la Orden de San Agustín. Cursó Artes en Granada y Valladolid antes de pasar a la Universidad de Salamanca para estudiar teología, estudios que completó en Alcalá. Tras ordenarse sacerdote ejerció de predicador en Jerez de la Frontera; marchó luego al convento de Villanubla, cercano a Valladolid, y de allí a Segorbe como socio de su obispo, Juan de Muñatones. Más adelante ocupó una cátedra de teología en las universidades de Huesca y Lérida hasta que, por atender a su madre, volvió a Sevilla como predicador. A los dos años, en 1563, obtuvo la cátedra de Sagrada Escritura en la Universidad de Osuna, que seguía regentando en el momento de ser detenido.
Tras la detención en marzo de 1572 de fray Luis de León y los hebraístas salmantinos, los inquisidores de Granada se dirigieron en el mes de mayo al Consejo de la Suprema en Madrid con objeto de darle cuenta de que:

de cosas que en esta ciudad entre frayres agustinos y dominicos se han platicado, emos entendido que podría ser que la prisión de Fray Luis de León, que se hizo en Salamanca por el Santo Officio de Valladolid, ouiese sido por apartarse de la interpretación de la edición Vulgata aprouada por el Concilio de Trento y por seguir interpretaciones de Rabinos que judayzan, y si estos es, entendemos que sus opiniones están comunicadas con los demás frayres de la orden, porque entre ellos es común darse papeles unos a otros; y así an acudido acá los cánticos [los Cantares de Salomón] y la releción que hizo Fray Luis de León, [...] y porque toca a este daño una testificación que aquí se ha tomado contra el maestre Gudiel, frayre agustino, que lee en Osuna, la embiamos a V. S. para que la mande veer, y darnos auiso si deuemos hazer alguna prevención o remitirla a la Inquisición de Sevilla, de cuyo distrito es Osuna.

De lo que se le acusaba, según las testificaciones del dominico fray Alonso Carrillo, prior del convento de Santa Cruz la Real de Granada, y del franciscano fray Cristóbal Valero, era de defender el sentido literal de la Sagrada Escritura y de haber explicado, criticando los comentarios a Isaías de León de Castro, que el versículo ecce virgo concipiet debía entenderse, en sentido histórico, de la mujer de Isaías, y en sentido espiritual de la Virgen. Del mismo modo explicaba el Cantar de los Cantares, que en sentido histórico se refería a los amores profanos de Salomón y la hija de Faraón y en sentido profético se entendía de la relación entre la Iglesia y Cristo. Pedro Guerrero, obispo de Granada, que le había aconsejado prudencia en sus dichos, porque los dominicos podían hacerle mal no entendiéndolo, testificó haberle oído que todo el Libro de los Salmos tenía «sentido literal y letra corriente, sin tocar en él con Cristo».
Recibidas y estudiadas las denuncias, el 26 de junio de 1572 el Consejo reunido en Madrid acordó su detención, lo que se llevó a efecto el 18 de julio en Valladolid, donde se encontraba asistiendo al capítulo provincial de su orden. El fiscal Diego de Haedo recogiendo los citados testimonios pidió para él las máximas penas, porque como descendiente de judíos había «dicho y afirmado y sustentado muchas proposiciones heréticas, escandalosas, malsonantes, dañosas y perniciosas a la Sagrada Escritura y verdadero entendimiento de ella». Que tuviese sangre judía y utilizase a los comentadores hebreos para llegar a fijar la verdad textual de los libros sagrados, eran cuestiones no menores para ser utilizadas en el cerco inquisitorial a los postulados humanistas, sospechosos para los defensores de la Vulgata, del que serán víctimas Gudiel y los sabios escrituristas —Luis de León, Grajal y Martínez Cantalapiedra— pero también Arias Montano y la Polyglota de Amberes. Se inició entonces un proceso ordinario, con nuevos testimonios y ratificaciones de los testigos, en el que Gudiel respondió a las acusaciones con tres escritos defendiendo en ellos el doble sentido del texto sagrado, histórico y profético, sin cuestionar en ningún momento la autoridad de la Iglesia.
En las cárceles secretas de la Inquisición Gudiel enfermó gravemente del estómago. Trasladado por consejo del doctor que lo atendía a la cárcel del descansillo, por ser menos húmeda, tras haber sido sangrado cuatro veces, con los brazos cubiertos de lepra y habiendo sido oído en confesión por el padre Ramos, ante el que se declaró fiel católico, falleció el 15 de abril de 1573. Meses después, en agosto, se reanudó la causa, dirigida ahora contra su «memoria y fama». En junio de 1574 el prior del convento de San Agustín de Valladolid, fray Bartolomé Carrero, fue nombrado defensor de Gudiel en representación de los agustinos, pero de momento el proceso quedó en suspenso y no se reanudó hasta 1584, cuando se presentaron nuevas calificaciones, menos desfavorables a sus enseñanzas. En 1588 los papeles de Gudiel, reunidos en noventa y un cartapacios y legajos, fueron entregados para su examen a fray Hernando del Castillo, prior del monasterio de San Pablo de Valladolid y calificador del Santo Oficio, para que «no teniendo sana doctrina —si tal fuese la conclusión del examen— fuesen quemados», por entender «que el dicho maestro Gudiel tenía muchos hombres de letras afficionados, que podría ser estar engañados con su doctrina y papeles». Finalmente, el 30 de enero de 1591, diecisiete años después de su muerte, la Inquisición de Valladolid resolvió «que este proceso, negocio e causa, se sobresea y se ponga con los suspensos».